# Tenchi Muyō!
Tenchi Muyō! (天地無用!, Tenchi Muyō!) (天地無用!, Tenchi Moltō!), és una sèrie d'anime, manga i novel·les lleugeres, creada per Kajishima Masaki i Hiroshi Hayashi. Tenchi Muyo és un dels primers èxits per AIC, que ha realitzat sèries com El Hazard, Battle Athletes, Oh My Goddess!, A més, aquest manga és pioner en el concepte de l'harem anime, que consisteix en un home sense molts talents, que conviu amb dones molt eixelebrades i diferents entre si. Molt popular, posteriorment, a sèries com Love Hina.
A Catalunya es van emetre 7 OVAs per Televisió de Catalunya el 1996.

## Argument
Tenchi Masaki és un adolescent de 17 anys; aquest es troba a Ryoko, una pirata espacial que està fugint de Mihoshi, una policia espacial, la qual es queda sense la seva nau després de tenir un accident. Aquesta, fent-li creure que ella és la víctima, aconsegueix quedar-se amb la família Masaki. Després, rebent un missatge d'auxili de la policia, assisteix Ayeka, una princesa del planeta Jurai; a la seva arribada comença la discòrdia entre les dues noies, que són Ryoko i Ayeka, que lluiten per l'amor de Tenchi. Aquest últim i els altres s'assabenten d'una llegenda explicada per l'avi de l'esmentat Tenchi, que diu que en una cova que es troba al seu poble va ser tancat un follet des de fa 700 anys, el qual va ser tancat doncs era perillós, per la curiositat de tots van trencar el segell que ho tancava i la seva sorpresa va ser veure que no era un follet, sinó una científica química anomenada Washu, que va ser expulsada del planeta Jurai per traïció a aquesta. Kiyone, la camarada de Mihoshi, és enviada en la seva cerca; quan aquesta arriba, veu a totes les persones més buscades del planeta Jurai. Sasami, la germana menor d'Ayeka, arriba en la seva cerca i decideix quedar-se allí per tenir cura de la seva germana.

## Personatges
| Principals - Tenchi Masaki - Ryōko Hakubi - Ayeka Masaki Jurai - Sasami Masaki Jurai - Washū Hakubi - Mihoshi Kuramitsu - Ryō-Ōki - Noike Kamiki Jurai - Kiyone Makibi - Sakuya Kumashiro - Yuughy | Secundaris - Nobuyuki Masaki - Katsuhito Masaki - Tennyo Masaki - Airi Masaki - Azaka y Kamidake - Minami Kuramitsu - Azusa Masaki Jurai - Funaho - Misaki Masaki Jurai - Tsunami - Tokimi - Nagi - Minagi - Naja Akara - Matori - Tsugaru |